# Romain-Octave Pelletier I
Romain-Octave Pelletier I   (Montreal, 9 de setembre de 1843 - 4 de març de 1927) fou un organista, pianista, compositor, escriptor de música i educador musical quebequès.
Nascut a Mont-real, Pelletier era membre d'una destacada família musical. Tres dels seus fills van tenir una carrera musical reeixida: Frédéric Pelletier, Romain Pelletier i Victor Pelletier. El seu net, Romain-Octave Pelletier II, fou un conegut violinista. El seu germà gran, Orphir Pelletier, va ser un compositor i organista a la basílica de Sant Patrici, de Mont-real. Molt autodidacta, fou d'Orfi qui va rebre les seves úniques lliçons de música primerenca. Posteriorment va estudiar dos anys a Europa durant els primers anys 1870 després d'haver treballat gairebé 15 anys com a organista de l'església.

## Biografia
El 1857, als 15 anys, Pelletier va succeir a Jean-Chrysostome Brauneis II com a organista a la catedral de "Saint-Jacques". Va romandre allà durant els deu anys següents, període durant el qual va estudiar dret i va obtenir la certificació com a notari. Destacà sobretot la llicència matrimonial del violinista Frantz Jehin-Prume, a qui va acompanyar diverses vegades en el recital, i de la mezzo-soprano Rosita del Vecchio el 1866.
El 1866-1867 Pelletier va passar uns mesos a Hartford, Connecticut, on va conèixer l'organista Samuel Prowse Warren. Des de 1867-1875 va exercir com a organista a l'Església de Sant Jaume-el-Menor a St-Denis St, on va provocar certa polèmica per haver-se atrevit a interpretar obres de compositors protestants com Johann Sebastian Bach i Felix Mendelssohn. El 1869 es va casar, després de la qual va començar a ensenyar activament les classes de piano i orgue en privat.

## Estudis a Europa i carrera posterior
Pelletier va passar gairebé dos anys a recórrer Europa el 1871-1872. Durant aquest temps va estudiar amb George Cooper, William Thomas Best i John Baptiste Calkin a Londres, i amb Jacques-Nicolas Lemmens a Brussel·les, i amb el pianista Anton-François Marmontel i l'rganista Louis Lebel a París. Destacà sobretot les obres de Bach en presència de Charles-Marie Widor a l'"Eglise Saint-Sulpice" el 1872. Posteriorment va viure a Europa el 1900 en companyia dels constructors d'orgue Joseph-Claver Casavant i Samuel-Marie Casavant.
Després de tornar a Mont-real el 1872, Pelletier reprèn l'ensenyament i la interpretació de l'orgue a St James. Va impartir classes de solfeig a l'"École normale Jacques-Cartier" de 1876 a 1907. Va exercir de president interí de l'"Académie de musique du Quebec" en diverses ocasions (1884/5, 1894/5, 1902/4, 1909/10 i 1915/16) a més d'ensenyar en diverses escoles religioses a Mont-real. Va ser nomenat nou organista de la catedral de Sant Jaume el 1887 (a la capella de Sant Josep fins a la inauguració de la nova catedral de la plaça Dominion el 1894) i va romandre en aquest lloc fins al 1923.
El 1904 Pelletier es va convertir en un dels membres originaris del professorat de música a la "Universitat McGill", on va ensenyar piano fins als darrers anys de la seva vida. El 1919 va obtenir el doctorat honoris causa per la Universitat de Mont-real. Va tenir nombrosos estudiants alguns d'ells molt destacats durant la seva llarga carrera.